# Gasübersättigung
Gasübersättigung im Wasser spielt eine wichtige Rolle in der Fischzucht und Aquaristik. Sie bedeutet, dass von den verschiedenen Gasen, aus denen die Luft besteht, im Wasser mengenmäßig mehr gelöst ist, als dem jeweiligen druckabhängigen Diffusionsgleichgewicht mit der Luft entspricht. In diesem Fall erkranken die Fische an der sog. Gasblasenkrankheit.
Eine Gasübersättigung im Blut oder in der Gewebeflüssigkeit von Menschen ist die Ursache der Taucherkrankheit. Sie entsteht durch Druckentlastung bei zu raschem Auftauchen.

## Entstehung der Gasübersättigung in der Fischhaltung
Eine Gasübersättigung im Wasser kommt in Fischzuchten wie in Aquarien grundsätzlich auf drei verschiedene Weisen zustande:
- durch Lösung von Luft oder anderen Gasen unter erhöhtem Druck. Eine Möglichkeit ist die Belüftung des Wassers über Ausströmer, da in der Tiefe des Wassers durch den hydrostatischen Druck auch in den ausströmenden Luftblasen der entsprechend höhere Druck herrscht. Häufig wird aber auch am Anfang von Rohrleitungen, durch die das Wasser in der Fischzuchtanlage verteilt wird, Luft mit in das Wassers hineingerissen und geht dann unter dem Staudruck und dem hydrostatischen Druck im Rohr vermehrt in Lösung. So kommt das Wasser oft übersättigt bei den Fischbecken an.
- durch Erwärmung von Wasser, das bei geringerer Temperatur im Lösungs-Gleichgewicht mit der Luft war. Die Gaslöslichkeit nimmt mit steigender Temperatur ab, so dass das gelöste Gas nach einer Erwärmung nun eine Übersättigung bildet. Das typische Beispiel hierfür sind in der Fischzucht belüftete Quellwässer, die sich im Fischteich erwärmen. In der Aquaristik wird oft beim Wasserwechsel kaltes Leitungswasser belüftet und nachträglich erwärmt. Als Faustregel erzeugt eine Erwärmung um 3 °C eine Steigerung der Sättigung um 5 %.
- durch Photosynthese von Wasserpflanzen und Schwebalgen, die am Tag Sauerstoff bilden und dabei das wesentlich besser lösliche Kohlendioxid verbrauchen.

Eine durch Photosynthese entstandene Übersättigung wird meist nachts durch den Sauerstoffverbrauch der Atmung wieder abgebaut. Das dabei entstehende Kohlendioxid trägt wegen seiner wesentlich besseren Löslichkeit kaum zu einer „Gesamtübersättigung“ bei.
Die Erwärmung von Wasser ist ebenfalls in vielen Fällen an den Tageszyklus gebunden. Druckbedingte Übersättigungen sind jedoch in der Regel durch die technische Wasserführung in Fischzuchten bedingt und deshalb dauerhaft. Sie stellen dadurch eine besondere Gefahr für die Fische dar, weil die Gasblasenkrankheit genügend Zeit zu ihrer Entwicklung hat.
Auch Wasserkraftwerke entlassen in der Regel gasübersättigtes Wasser in den Fluss, der somit für Fische und andere Wassertiere über eine gewisse Entspannungsstrecke hinweg unbewohnbar wird.

## Gesamtübersättigung als Gefahr für die Fische
Als Gesamtübersättigung bezeichnet man einen Zustand, in dem die Summe der Partialdrucke aller gelösten Gase (einschließlich des Wasserdampfdrucks) größer ist als der mechanische Druck am Ort einer Blase (Luftdruck plus hydrostatischer Druck).
Eine solche Gesamtübersättigung ist verantwortlich für die Entstehung der Gasblasenkrankheit, nicht die Übersättigung einzelner Gase. Sie kann unmittelbar mit dem Saturometer ermittelt werden. Nur wenn eine Blase bei der Diffusion der Moleküle aller Gasarten in Summe eine positive Bilanz aufweist, hat sie einen Zuwachs. Nur dann kann sie überhaupt entstehen.
Hat sich eine Blase einmal gebildet, diffundieren an ihrer Grenze zum umgebenden Wasser die Moleküle aller Gase in beiden Richtungen. Deshalb kann es, entgegen einem besonders in der Fischerei verbreiteten Irrtum, keine Blasen geben, die selektiv aus nur einem alleine übersättigten Gas bestehen. Dies ist ein bedeutender Unterschied beispielsweise zum selektiven Auskristallisieren eines bestimmten übersättigten Salzes aus einer gemischten Salzlösung.

## Beseitigung einer Gasübersättigung
Bei Beachtung der beschriebenen Entstehungswege ist es oft möglich, eine Gasübersättigung von vornherein zu vermeiden. So wird man nicht das noch kalte Quellwasser mit Luft sättigen und es sich dann im Fischteich erwärmen lassen. Dabei entstehen je 3 °C Erwärmung ziemlich genau 5 % Gesamtübersättigung. Die Belüftung sollte also erst im erwärmten Wasser nächstmöglich an den Fischen erfolgen. Auch sollte man bei verrohrter Wasserführung in einer Fischzuchtanlage peinlichst vermeiden, dass Luft mit in die Rohre gezogen wird.
Wo sie nicht vermeidbar ist, kann eine Gasübersättigung aus dem Wasser entfernt werden durch einen möglichst großflächigen und langzeitigen Kontakt mit (überdruckfreier) Luft, z. B. durch Verrieseln. In der Fischzucht erreicht man dies durch Oberflächenbelüfter (Wasserpilz, Schaufelrad) oder durch die Verrieselung über Füllkörper oder Lochbleche, die oft als Kaskaden übereinandergestapelt werden.